# Václav Douša
Václav Douša (10. května 1872 Kozolupy – 30. března 1943 Řeporyje) byl rakouský a český politik, na počátku 20. století poslanec Českého zemského sněmu.

## Biografie
Působil jako rolník v domovských Řeporyjích. V období let 1910–1917 byl členem správní rady První české vzájemné pojišťovny. Ve správní radě tohoto ústavu se připomíná i v první polovině 20. let. Svůj post zde obhájil v roce 1924.
Na počátku století se zapojil i do zemské politiky. Ve volbách v roce 1908 byl zvolen do Českého zemského sněmu v kurii venkovských obcí (volební obvod Smíchov, Zbraslav, Beroun, Kladno, Unhošť). Politicky se uvádí coby člen České agrární strany. Kvůli obstrukcím se ovšem sněm fakticky nescházel.